# Els Bellons
Els Bellons és una masia situada a Sallent de Solsonès, una de les cinc entitats de població del municipi de Pinell de Solsonès, a la comarca catalana del Solsonès. Hi ha referències de la masia des del segle xvi.
Està situada a 445 m d'altitud just a tocar del límit comarcal amb la Segarra. A l'oest hi passat la rasa del Pujol, i a l'est, la riera de Sanaüja.

## Història
La data en què apareix per primera vegada documentada és al segle XVI. La casa ha estat sotmesa a nombroses remodelacions i ampliacions. No es conserven a la casa dates que ens puguin indicar la data exacta de construcció d'aquesta. El nom de la casa deriva de Belló, i es tracta d'un antropònim, segons Mossèn Bach, que basant-se amb els capbreus corresponents, confirma que habità a la casa Jaume Belló l'any 1883, testimoni d'això és que al costat de l'actual porta d'entrada en trobem una altra, antigament tapiada, amb la inscripció Jaume Bello.
A la carretera de Sallent, sobre la rasa de Pujol, se situa un petit jaciment arqueològic de obra pública, en forma de via o camí empedrat, que cronològicament se situa des de la Baixa edat mitjana a Moderna (1230 / 1789).

## Descripció
Casa de planta rectangular que consta d'una planta baixa més dues plantes superiors. A la façana oest de 1a casa hi ha un annex de dues plantes, també habitable L'entrada principal de la casa és troba a la façana sud de la casa, amb una porta amb arc de mig punt rebaixat emmarcada amb carreus de pedra, just al costat d'aquesta ni ha una altra porta antigament tapiada i que devia ser l'entrada original de la casa. Aquesta és amb arc de mig punt emmarcada per grans dovelles i hi ha la inscripció Jaume a un lateral i Bello a l'altre. A la façana est de la casa i annexa a aquesta, hi ha adosada una tina, d' obra amb teulada perfectament conservada. Els materials de construcció de la casa són: pedra i ciment. La teulada té dues vessants i està coberta amb teula àrab.